# Zoutkeetsgracht
Le Zoutkeetsgracht (« Canal des salines » en néerlandais) est un canal secondaire de l'arrondissement Centrum de la ville d'Amsterdam aux Pays-Bas. Il est situé au milieu des Westelijke Eilanden et suit un tracé est-ouest pour relier Westerdok au Westerkanaal. Il tire son nom des salines du XVIIe siècle et du XVIIIe siècle qui le bordaient à la fois au nord et au sud. Celles-ci étaient utilisées comme espaces de stockage et de transformation du sel brut pour des utilisations domestiques. La grande farinière Holland était également située le long du canal, mais elle fut détruite pour laisser place à des habitations. Le canal constitue le terminus de la ligne 3 du tramway d'Amsterdam depuis 1951.